# 新井健一
新井 健一（あらい けんいち、1972年8月1日 - ）は、日本の企業人事専門家。株式会社アジア・ひと・しくみ研究所の代表取締役も務めている。専門領域は、組織・人事制度設計・運用、経営管理、業績評価・運用に関わるコンサルティング、ビジネススクール事業の設計・運用に関わるコンサルティング等。

## 経歴
早稲田大学政治経済学部政治学科卒業。
1997年4月　大手重機械メーカー入社　人事業務全般に従事
1999年10月　アーサーアンダーセン／朝日監査法人（現 KPMG ／有限責任あずさ監査法人）入社。組織・人事及び業務改善に関わるコンサルティング及び教育に従事。KPMGあずさビジネススクールにてシニアマネージャー、スクール長に就任。ビジネススクール責任者として事業経営の傍ら、コンサルタント、講師業務に従事。
2010年11月　経営コンサルタントとして独立。
国の中小企業施策にもとづいた人材育成機関である中小企業大学校仙台校に民間受託事業者として参画し、受託期間中に開校以来の圧倒的な集客を実現する他、東北、関東、そしてアジアを拠点に活動。
仙台商工会議所専門相談員

## メディア

### 著書
- 『それでも、「普通の会社員」はいちばん強い』日経BP 日本経済新聞出版
- 「事業部長になるための『経営の基礎』ー会計・ファイナンスから経営戦略、目標管理、人事評価までがわかる本ー」生産性出版
- 「日系・外資系一流企業の元人事マンです。じつは入社時点であなたのキャリアパスはほぼ会社によって決められていますが、それでも幸せなビジネスライフの送り方を提案しましょう。」すばる舎リンケージ
- 「儲けの極意はすべて『質屋』に詰まっている」かんき出版
- 「いらない課長、すごい課長」日本経済新聞出版社
- 「すごい上司」ぱる出版
- 「いらない部下、かわいい部下」日本経済新聞出版社、同韓国語版
- 「『もう、できちゃったの!?』と周囲も驚く! 先まわり仕事術」ダイヤモンド社
- 「働かない技術」日本経済新聞出版社
- 「課長の哲学」クロスメディア・パブリッシング
- 共著「やさしくわかるコンプライアンス」　あずさビジネススクール著　日本実業出版
- 連載「月刊　人事マネジメント」ビジネスパブリッシング、「プレジデントオンライン」プレジデント社（不定期）

### 出演
- 「お仕事本舗 ハッピープロジェクト」　企画・パーソナリティ、エフエムたいはく
- 「人生が変わる人事の話」　人事の専門家としてレギュラー出演、 テレビ東京・BSジャパン